# Perfumeの気になる子ちゃん
『Perfumeの気になる子ちゃん』（パフュームのきになるこちゃん）は、日本テレビで2008年10月11日から2009年3月28日まで、毎週土曜日17:30 - 18:00（JST）に放送されていたバラエティ番組である。なお、2009年4月11日の土曜25:40から『Perfumeのシャンデリアハウス』としてリニューアルされた。

## 番組内容

### 概略
出演者がそれぞれ気になることを言い合うトークバラエティーである。番組冒頭で「言われたら気になることを言い合う番組」と紹介している。

### ルール
- ルーレット（「気になルーレット」。押すのは西脇綾香）で決められた人が「気になること」を発表し、理由をプレゼンする。
- 内容に共感出来たらボタンを押す。
  - 全員にボタンを押される → 番組で理由をリサーチして放送される。
  - 全員にはボタンを押されない → 理由は放送されず、放送後に番組ホームページでざっくり調べた理由が紹介される。
- 番組の最後にその週の「MVP気になる子ちゃん」が発表され、「何か気になるモノ」がプレゼントされる。同局の番組『踊る!さんま御殿!!』の「踊る!ヒット賞」の賞品と同様に具体的に何かは番組内では一切公表されない。

## 出演者

### レギュラー（レギュラー気になる子ちゃん）
- Perfume（大本彩乃（のっち）、樫野有香（かしゆか）、西脇綾香（あ～ちゃん））
- 宮川大輔 - Perfumeの3人にはいまいちレギュラーとして認識されておらず、ゲストと言い間違えることが度々ある。

### ナレーター
- 三村ロンド
- 森麻季（日テレアナウンサー）- 解決VTRの解説

### ゲスト（ゲスト気になる子ちゃん）
- ゲストは、お笑い芸人や男性タレントが多い。

| 放送回 | 放送日         | ゲスト                                           |
| ------ | -------------- | ------------------------------------------------ |
| 第1回  | 2008年10月11日 | 小木博明、ケンドーコバヤシ、野久保直樹、山里亮太 |
| 第2回  | 2008年10月18日 | 千原ジュニア、堤下敦、光浦靖子                   |
| 第3回  | 2008年10月25日 | 山里亮太、千原ジュニア、メッセンジャー黒田       |
| 第4回  | 2008年11月15日 | 有吉弘行、土田晃之、インパルス                   |
| 第5回  | 2008年11月22日 | 岡田圭右、千原ジュニア、野久保直樹、山里亮太     |
| 第6回  | 2008年11月29日 | 武田修宏、庄司智春、ブラックマヨネーズ           |
| 第7回  | 2008年12月6日  | 品川祐、バナナマン                               |
| 第8回  | 2008年12月13日 | 世界のナベアツ、千原ジュニア、つるの剛士         |
| 第9回  | 2008年12月20日 | アンガールズ、にしおかすみこ                     |
| 第10回 | 2008年12月27日 | 千原ジュニア、野久保直樹、バカリズム             |
| 第11回 | 2009年1月10日  | 有吉弘行、土田晃之、光浦靖子                     |
| 第12回 | 2009年1月17日  | 土田晃之、堤下敦、野久保直樹                     |
| 第13回 | 2009年1月24日  | ほっしゃん。、チュートリアル                     |
| 第14回 | 2009年1月31日  | ウド鈴木、千原ジュニア、光浦靖子                 |
| 第15回 | 2009年2月7日   | ふかわりょう、千原ジュニア、野久保直樹           |
| 第16回 | 2009年2月14日  | よゐこ、ペナルティ                               |
| 第17回 | 2009年2月21日  | はるな愛、ほっしゃん。、狩野英孝、岡田圭右       |
| 第18回 | 2009年2月28日  | 土田晃之、髭男爵、光浦靖子                       |
| 第19回 | 2009年3月7日   | 光浦靖子、FUJIWARA、劇団ひとり                   |
| 第20回 | 2009年3月14日  | 森三中、たむらけんじ                             |
| 第21回 | 2009年3月21日  | なし（未公開・傑作集）                           |
| 最終回 | 2009年3月28日  | くわばたりえ、TKO、山崎邦正                      |

## 備考
- Perfumeにとっての同局の前番組『HAPPY!』とスタッフが共通している（ナレーターの三村も続役）。第9回の放送では『HAPPY!』メンバーであったにしおかすみこがゲストでPerfumeと久々の共演となった。
- 主な進行役は西脇綾香（あ～ちゃん）が担当している。
- 出演者がボタンを押すと「気になる」という音声が出る。
- 全員にボタンを押されるとスタジオの照明が落ちて、全員で両手を左右にゆっくりと振りながら「気になる子ちゃん」と唱和する。
- 番組でリサーチした解決VTRはスタジオでは流されない（番組収録後に調査・VTR収録をして放送するため）。
- 番組で使われるフリップには下部に太く「気になる子ちゃん」と表記されている。
- 日本テレビと同時ネットを行っている局では、2008年11月1日と11月8日はプロ野球日本シリーズ「巨人対西武」中継に伴う『弟子っちょピカ丸』の繰り上げにより放送を休止した。
- 第19回放送の「ヘビのしっぽはどこから?」というお題でスタッフが用意した本物のヘビを樫野有香が抱いたまま、はしゃぎながらスタジオ中を駆け回り、共演者をパニックに陥れた。
- 土田晃之はこの番組でPerfumeと初共演。共演前からPerfumeの楽曲が気に入っていたという土田は、実際に共演して3人の性格の良さに惹かれ｢ますますPerfumeが好きになった｣と語っている(2009年7月28日放送の｢レコ☆HITS!より)。
- なお、『名探偵コナン』の放送枠移動に伴い、当番組をもって日本テレビ土曜17時30分のバラエティ番組枠は廃枠となり、以後は『NNN Newsリアルタイム』土曜版が始まり、ニュース番組となる。なお最終回のエンディングにてPerfumeの後番組の新番組『Perfumeのシャンデリアハウス』の宣伝テロップが挿入された。そして宮川自身も同年4月4日から始まる新番組『満天☆青空レストラン』（18:30 - 19:00）の単独MCとして出演している。

## ネット局
| 放送対象地域   | 放送局                | 系列           | 放送日時                 | 備考       |
| -------------- | --------------------- | -------------- | ------------------------ | ---------- |
| 関東広域圏     | 日本テレビ（NTV）     | 日本テレビ系列 | 土曜 17時30分 - 18時00分 | 制作局     |
| 新潟県         | テレビ新潟（TeNY）    | 日本テレビ系列 | 土曜 17時30分 - 18時00分 | 同時ネット |
| 静岡県         | 静岡第一テレビ（SDT） | 日本テレビ系列 | 土曜 17時30分 - 18時00分 | 同時ネット |
| 北海道         | 札幌テレビ（STV）     | 日本テレビ系列 | 木曜 25時08分 - 25時38分 | 5日遅れ    |
| 福島県         | 福島中央テレビ（FCT） | 日本テレビ系列 | 日曜 16時25分 - 16時55分 | 8日遅れ    |
| 香川県・岡山県 | 西日本放送（RNC）     | 日本テレビ系列 | 月曜 24時29分 - 24時59分 | 9日遅れ    |
| 愛媛県         | 南海放送（RNB）       | 日本テレビ系列 | 月曜 24時29分 - 24時59分 | 9日遅れ    |
| 福岡県         | 福岡放送（FBS）       | 日本テレビ系列 | 月曜 24時59分 - 25時29分 | 9日遅れ    |
| 広島県         | 広島テレビ（HTV）     | 日本テレビ系列 | 土曜 9時30分 - 10時00分  | 14日遅れ   |
| 山口県         | 山口放送（KRY）       | 日本テレビ系列 | 木曜 24時38分 - 25時08分 | 19日遅れ   |
| 長野県         | テレビ信州（TSB）     | 日本テレビ系列 | 日曜 16時25分 - 16時55分 | 99日遅れ   |
| 近畿広域圏     | 読売テレビ（ytv）     | 日本テレビ系列 | 不定期放送               |            |

- 山口放送では、最後の2回分は、土曜午後に放送日時を移動して放送された。
- 読売テレビでは、2009年1月5日から不定期放送されている。
  - 2009年1月5日 24時59分 - 25時29分（2008年12月13日放送分）
  - 2009年1月6日 25時29分 - 25時59分（2008年12月20日放送分）
  - 2009年1月7日 24時59分 - 25時29分（2008年12月27日放送分）
  - 2009年2月5日 25時38分 - 26時08分（2009年1月10日放送分）
  - 2009年3月13日 25時30分 - 26時30分（2009年1月17日放送分、2009年1月24日放送分）
  - 2009年3月15日 26時01分 - 26時31分（2009年1月31日放送分）
  - 2009年4月3日 24時55分 - 25時55分（2009年2月7日放送分、2009年2月14日放送分）
  - 2009年4月26日 26時10分 - 27時10分（2009年3月14日放送分、2009年3月21日放送分）

## スタッフ
- ナレーター：三村ロンド、森麻季（日テレアナウンサー）
- 構成：石塚祐介、酒井健作、平出尚人、大谷裕一
- TM：江村多加司
- SW：村松明
- CAM：津野祐一
- 音声：田村真紀
- VE：沼田広美
- 照明：下平好実
- 技術協力：NiTRO、ヌーベルバーグ、読売映像
- 美術：松崎純一、熊崎真知子
- 美術協力：日本テレビアート
- CG：小城功夫（glow）
- HP：石森尚美（4cast）
- コーラス：むらさきのうえ♪
- 音効：森山顕仁、岡田淳一（ヘンドリックス）
- TK：大岡伸江
- EED：小川洋行
- MA：白子七恵
- 編成：鯉渕友康、安島隆
- PR：斉藤由美
- リサーチ：フォーミュレーション 祐川めがね、桜井すぺいし
- AP：柴崎裕美、小畑未香
- デスク：山本恭代
- ディレクター：渡邊正人、萩原博喜、中井康二、安彦和弘
- プロデューサー：小林正典、金沢紀子
- 演出：渡辺政次
- チーフプロデューサー：竹内尊実
- 制作協力：オフィスぼくら、IVSテレビ制作
- 製作著作：日本テレビ